# Bergendi Áron
Bergendi Áron (Galánta, 1991. december 9. –) magyar színész. 
2014-ben a Gór Nagy Mária Színitanodában szerzett színészképesítést. 
2014 óta tagja a PartVonal Műhely társulatának, játszik a József Attila Színházban, korábban játszott a Vígszínház, valamint az Örkény István Színház egyes produkcióiban is. 
2014 óta aktívan szinkronizál.

## Színházi szerepei
- Régimódi történet - Gérecz, (2023-), r. Hargitai Iván, József Attila Színház
- Made in Hungária - Citrom elvtárs, (2023-), r. Lengyel Ferenc, József Attila Színház
- Valami Bűzlik - Tom Snout, (2021-2023) r. Szente Vajk, József Attila Színház
- Száll a kakukk fészkére - Ruckley, (2021-) r. Funtek Frigyes, József Attila Színház
- Ágacska - Dani Kacsa (2022-), r. Quintus Konrád, József Attila Színház
- Macskafogó - Martinez (2021-), r. Szente Vajk, József Attila Színház
- A falu rossza - Göndör Sándor, r. Szilvási Dániel, (2021)
- Jánós vitéz - Gazda, Huszár, Basafia, Francia király, Óriás, r. Quintus Konrád, (2022-)
- Csongor és Tünde - Kurrah/Berreh/Duzzog, r. Hajdú László
- Magas (szőke) barna férfi felemás... - Yean-Yves (2020-2022) r. Simon Kornél, József Attila Színház
- 9-től 5-ig - Dwayne (2020-2022) r. Szente Vajk, József Attila Színház
- A Hang-villa titka - Albert (2020-) r. Simon Kornél, József Attila Színház
- Rómeó és Júlia - Rómeó (2015-2020)
- Mercutio (2020-) r. Quintus Konrád, PartVonal, József Attila Színház
- Bánk az esküdtszék előtt - Tiborc (2016-2021) r. Telihay Péter, PartVonal, József Attila Színház
- Tartuffe - Damis (2018-) r. Quintus Konrád, PartVonal, József Attila Színház
- Ballada-menü - Színész (2019-), r. Quintus Konrád/Szilvási Dániel, PartVonal, József Attila Színház
- Ágacska - Dani Kacsa (2019-), r. Quintus Konrád, PartVonal Műhely
- Egypercesek - Narrátor (2018-), r. Quintus Konrád, PartVonal Műhely
- Hamlet - további szereplő (2015-16), r. Bagossy, Örkény Színház
- Szentivánéji szexkomédia - további szereplő (2016-18), r. Alekszandr Bargman

## Film és sorozatszerepei
- Hazatalálsz (2023) – Áruszállító

## Nagyobb szinkronszerepei
- Julie and the Phantoms - Reggie (Jeremy Shada)
- Igen, Séf - Lui
- The Walking Dead - Siddiq (Avi Nash)
- Dragon Ball Super - Zamasu
- 911 L.A. - Buck (Oliver Stark)
- Orange is the new black - Bailey fegyőr
- Fargo - Omie Apartman
- Beckman - Tom
- Bella Germania - Giovanni
- Locke & Key - Gabe
- Top Boy - Andre (Drake)
- Az álmodozó - Metin
- Elvakultság - Jézus
- Heló élet - Mert
- Apolló és a csodabogarak - Mickey
- Shadow wolves - Menendez
- AJ & the Queen - Ms. Territory
- Don Matteo - Nardi
- The Originals - Diego (Eka Darville)
- Rózsaszín Párduc - Vudu
- Hosszú út hazáig - Young (Noel Fischer)
- Fekete özvegyek - Joonas
- Nitro Rush - Theo
- Vámpírnaplók - Liam
- A hipnotizőr - Joona Linna
- Shots Fired - Cory
- Hapci! - Goro
- Fungies - Seth
- Szulejmán - Javuz
- Robot Trains - Mos
- Das Boot - Thorsten
- Noobes - Kral
- Misstresses - Gabe
- Dog Days - Dr. Mike
- Rose - Don Lorenzo
- Amanda - Negrito
- Be- be- bears - Sammy
- A Gombik! - Seth (Harry Teitelman)
- Szipi és Szuper - Szipi (Rupert Simonian
- Leviatán - Thomas (Kobajasi Naoto)